# Réserve naturelle de la toundra du Sud-Ouest
La réserve naturelle de la toundra du Sud-Ouest est une aire protégée de Russie située sur la côte sud-ouest du Kamtchatka. Elle fait partie du site du biens du patrimoine mondial "Volcans du Kamtchatka" (référencé en français sous le nom de parc national mais reserve en anglais).